# خانه مدبر
خانه تاریخی مدبر مربوط به اواخر دوره قاجار - اوایل دوره پهلوی است و در شهرستان کاشان، بخش مرکزی، شهر کاشان، فین بزرگ، محله حیدری واقع شده و این اثر در تاریخ ۱ اردیبهشت ۱۳۸۸ با شمارهٔ ثبت ۲۶۵۸۹ به‌عنوان یکی از آثار ملی ایران به ثبت رسیده است.